# 111-я улица (линия Джамейка, Би-эм-ти)
|   |   |   |   |   |
| · | · | · | · | · |

|   |   |   |   |   |
| · | · | · | · | · |

«111-я улица» (англ. 111th Street) — станция Нью-Йоркского метрополитена, расположенная на линии Джамейка, Би-эм-ти. Станция находится в Куинсе, в округе Ричмонд-Хилл, на пересечении Джамейки-авеню и 111-й улицы. На станции останавливается маршрут J (круглосуточно). Станцию проходит без остановки маршрут Z (в часы пик в пиковом направлении).
Станция была открыта 11 июня 1917 года. Она представлена двумя боковыми платформами. Между платформами располагается три пути, причём используются для движения поездов только внешние, оборудованные платформой. Центральный путь заканчивается тупиками с обоих концов станции и имеет съезды на внешние пути. Этот путь используется только для отстоя поездов. Такие поезда отправляются сразу по маршруту, а не следуют до конечной станции без остановок. Платформы на станции огорожены высоким бежевым забором, имеется навес. Название станции представлено в стандартном варианте: на чёрных табличках с белой надписью на заборе. До 3 июля 1918 года, то есть чуть более года, станция была конечной на линии.
Станция имеет единственный выход, расположенный в западной половине станции. Он представлен эстакадным мезонином, расположенным под платформами, в который с каждой платформы спускается по одной лестнице. В самом мезонине находятся турникеты. Здесь же можно в случае необходимости перейти с одной платформы на другую. Из мезонина в город ведут две лестницы — к восточным углам перекрёстка Джамейки-авеню и 111-й улицы. Ранее также существовал ещё один выход. Он располагался с восточного конца станции и приводил к перекрёстку Джамейки-авеню и 113-й улицы. Ликвидированы были только лестницы, ведущие из мезонина в город — сам же мезонин, как и лестницы на платформы, остались.